# Compagnia di Antivari
Compagnia di Antivari ili Barsko društvo talijansko je dioničko društvo osnovano 1905. na Cetinju s ciljem izgradnje i uporabe suvremene luke Bar i s njom povezane Željezničke pruge Bar – Virpazar i plovidbe Skadarskim jezerom.
Tvrtka se bavila izgradnjom i unajmljivanjem zgrada, te obavljanjem prometnih i financijskih poslova.
Početni je kapital udruge bio 4.000.000 kruna a ukupno se 4000 dionica upisivalo od siječnja 1906. Udrugom je upravljalo vijeće od devet članova, a glavnu su riječ vodili Robert Paganini i tajnik Josip Volpi.
Ugovorom se Compagnia di Antivari obvezala crnogorskoj državi izgraditi uskotračnu (0,75 cm) prugu Virpazar-Bar s voznim parkom na kojem bi pisalo Crnogorska željeznica, što je do studenog 1908. i urađeno.
Tvrtka je izgradila i pristaništa Virpazar, Rijeka Crnojevića i Plavnica (nedaleko Podgorice) na Skadarskom jezeru.
Zauzvrat, crnogorska vlada obvezala se dati tvrtki od 1909. koncesiju na izgradnju pruge Podgorica-Danilovgrad.
Compagnia di Antivari raspolagala je brodovima Antivari, Nettuno, Danica, Drin, Obod, Vranjina, Vir, Oka, te s 12 specijaliziranih plovila (maona) za prijevoz tereta, poglavito ugljena.
Tvrtka je do 1914. godine u Veneciji izgradila motorni brod Zeta i 1915. motorni brod Lovćen, no koji, zbog rata, nisu uplovlili u vode Kraljevine Crne Gore.
Compagnia di Antivari bila je najveća i najambicioznija strana tvrkta koja je u crnogorskoj državi ulagala novac na početku 20. stoljeća.
Odlukom Vrhovnog suda Narodne Republike Crne Gore od 18. svibnja 1946. konfiscirana je cjelokupna imovina tvrtke Compagnia di Antivari a tadašnja je njezina vrijednost procijenjena na 10.831.198 jugoslavenskih dinara, dok je tadašnji okružni sud u Baru pronašao kako je Compagnia di Antivari zapravo bila ostala dužna državi FNRJ 1.996.363. dinara.

## Vanjske poveznice
- O plovidbi u crnogorskim vodama  Arhivirana inačica izvorne stranice od 3. kolovoza 2008. (Wayback Machine)